# 搜索树

二元搜尋樹

在计算机科学中，搜索树是一种树状数据结构，它的作用是能更方便地从一个集合中找到所要查找的键。搜索树規定其每个节点的键必须大于其左子树中的任何一個键且小于其右子树中的任何一個键。二元搜尋樹、三叉搜索树、B树等都屬於搜索樹。